# Befälstecken
Befälstecken är ett tecken på en flaggduk som förs på örlogsfartyg eller båt i marinen för att ange tjänsteställningen på officer ur marinen som utövar befälet ombord eller som är embarkerad. Ett hissat befälstecken anger att fartyget är rustat.

## Förande av befälstecken
Det förs aldrig fler än ett befälstecken på ett fartyg vid samma tillfälle. Då högre chef än fartygschefen, exempelvis en sjöstyrkechef, embarkerar skiftas befälstecken. Överbefälhavaren och Marininspektören har också befälstecken. Fartyg för befälstecken på stång i masttoppen medan det förs på vimpelstake i båt. Finns flera master utnyttjas den högsta, den så kallade stortoppen. Befälstecknet skall blåsa klart dygnet runt, såväl till sjöss som när fartyget är förtöjt eller till ankars.

## Danmark

Försvarsministerns flagga.
Försvarschefens flagga.
Flagga för Amiral.
Flagga för Viceamiral.
Flagga för Konteramiral.
Flagga för Flottiljamiral.
Tecken för äldste chef.
Tecken för eskaderchef.

## Estland

Presidentens flagga.
Försvarsministerns flagga.
Försvarschefens flagga.
Flagga för Generallöjtnant.
Flagga för Generalmajor.
Flagga för Konteramiral.
Örlogsvimpel
Marinchefens flagga.
Tecken för divisionschef.
Tecken för äldste chef

## Finland

Presidentens flagga.
Försvarsministerns flagga.
Kommendören för försvarsmaktens flagga.
Kommendören för marinens flagga.
Örlogsvimpel.
Marinkommandos kommendörens vimpel.
Avdelningschefens och sjökrigsskolans direktörens vimpel.
Flottiljchefens vimpel.
Divisionschefens vimpel.
Äldste chefens vimpel.

## Frankrike
I Frankrike går stjärnornas antal i amiralsflaggorna tillbaka på amiralernas gradbeteckningar, med två stjärnor för en flottiljamiral och så vidare.

Presidenten Premiärministern
Försvarsministern
Försvarschefen
Chefen för marinen
Flagga för Amiral.
Flagga för Vice-Amiral d'Escadre. motsvarar Viceamiral.
Flagga för Vice-Amiral, motsvarar Konteramiral.
Flagga för Contre-Amiral, motsvarar Flottiljamiral.
Flagga för Capitaine de Vaisseau, Chef de Division, motsvarar Kommendör av första graden.
Flagga för Capitaine de Vaisseau, motsvarar Kommendör.
Äldste chefs standert.
Örlogsvimpel, förs av fartyg under befäl av officer som inte har rätt att föra högre befälstecken.

## Israel

Presidenten
Premiärministern
Försvarsministern
Ramatkal (Israels försvarschef)
Chefen för sjöstridskrafterna
Äldste chefs tecken
Örlogsvimpel, förs av fartyg under befäl av officer som inte har rätt att föra högre befälstecken.

## Lettland

Presidentens flagga.
Försvarsministerns flagga.
Chefens för marinen flagga.
Flagga för Viceamiral.
Flagga för Konteramiral.
Flagga för Flottiljamiral.
Örlogsvimpel, förs av fartyg under befäl av officer som inte har rätt att föra högre befälstecken.
Tecken för flottiljchef.
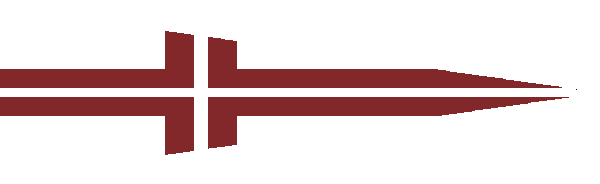
Tecken för divisionschef.

## Litauen

Försvarsministerns flagga.
Kommendören för försvarsmaktens flagga.
Chefen för försvarsstabens flagga.
Kommendören för marinens flagga.
Brigadchefs tecken.
Divisionschefs tecken.
Gruppchefs tecken.
Örlogsvimpel

## Norge

Försvarsministerns flagga
Försvarschefen
Marinchefen
Flagga för Amiral.
Flagga för Viceamiral.
Flagga för Konteramiral.
Flagga för Flaggkommandør, motsvarar Flottiljamiral.
Örlogsstandert förs av Kommendör.
Örlogsvimpel, förs av fartyg under befäl av officer som inte har rätt att föra högre befälstecken.
Örlogsgaljadet.

## Nederländerna

Befälstecken för försvarschefen
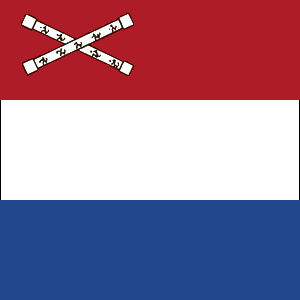
Flagga för Admiraal, motsvarar Storamiral.
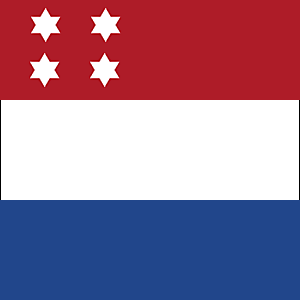
Flagga för Luitenant-Admiraal, motsvarar Amiral.
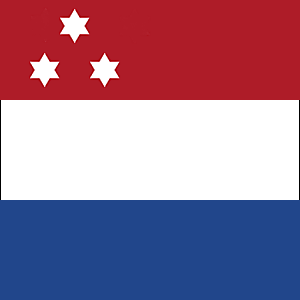
Flagga för Viceamiral.
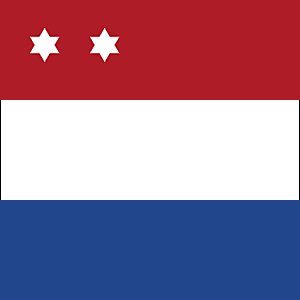
Flagga för Schoutbynacht, motsvarar Konteramiral.
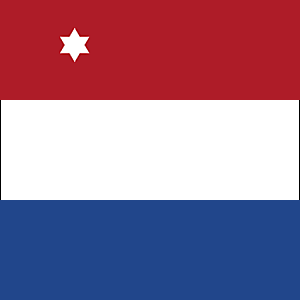
Flagga för Commandeur, motsvarar Flottiljamiral.
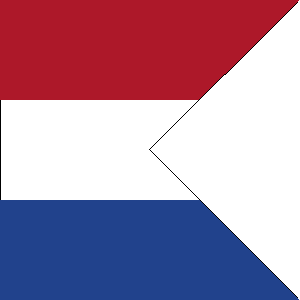
Örlogsstandert förs av Kapitein ter zee, motsvarar Kommendör.
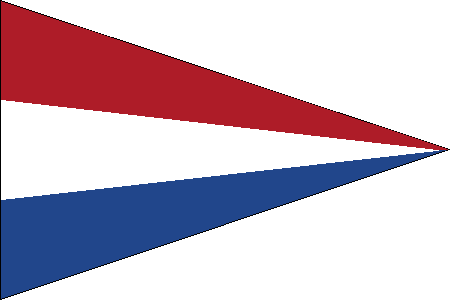
Tecken för äldste chef.

## Polen

Presidentens flagga.
Försvarsministerns flagga.
Chefen för marinens flagga.
Flagga för Amiral.
Flagga för Viceamiral.
Flagga för Konteramiral.
Flagga för Flottiljamiral.
Örlogsvimpel, förs av fartyg under befäl av officer som inte har rätt att föra högre befälstecken.
Tecken för Chefen för Marinstaben.
Tecken för flottiljchef.
Tecken för divisionschef.
Tecken för gruppchef.

## Portugal

Marinministerns flagga.
Chefen för marinens flagga.
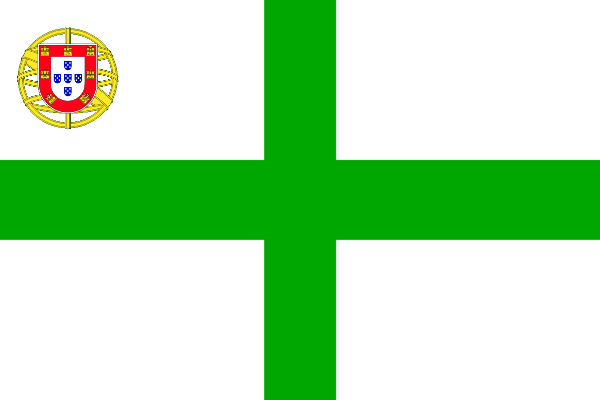
Flagga för Storamiral.
Flagga för Amiral.
Flagga för Viceamiral.
Flagga för Konteramiral.
Örlogsvimpel, förs av fartyg under befäl av officer som inte har rätt att föra högre befälstecken.

## Ryssland

Presidentens flagga.
Försvarsministerns flagga.
Chefen för generalstabens flagga.

Marinen

Kommendören för marinens flagga.
Chefen för marinens huvudstabs flagga.
Kommendör för flotta.
Kommendör för eskader eller flottilj.
Kommendör för sjöstridsgrupp med amirals grad.
Kommendör för sjöstridsgrupp med kommendörs grad.
Tecken för divisionskommendör.
Äldste chefs tecken.
Örlogsvimpel

Kustbevakningen

Chefen för Ryska federationens federala säkerhetstjänst
Kommendörens för den Ryska federationens gränsbevakning flagga.
Kommendörens för den Ryska federationens kustbevakning flagga.
Kommendör för gränsområde.
Ställföreträdande gränsområdes-kommendör med ansvar för kustbevakningen.
Kommendör för sjöstridsgrupp inom kustbevakningen.
Kustbevakningens örlogsvimpel

Källa:

## Storbritannien
I Storbritanniens flotta förde amiraler efter 1864 sin flagga i stortoppen, viceamiraler samma flagga i förtoppen och konteramiraler samma flagga i mesantoppen. När segelfartygen försvann, och därmed masterna, sattes i stället en röd kula i viceamiralsflaggan och två röda kulor i konteramiralsflaggan. Ju fler kulor, desto lägre rang var alltså den brittiska logiken. Portugal för samma system, men i de flesta andra länder gäller att ju fler stjärnor eller kulor, desto högre rang.

Monarken (utom i Skottland)
Monarken (endast i Skottland)
Prinsen av Wales
Försvarsministern
Försvarschefen
Flagga för Lord High Admiral, förs numera av Prins Philip, hertig av Edinburgh.
Flagga för Admiral of the Fleet.
Flagga för amiral.
Flagga för viceamiral.
Flagga för konteramiral.
Standert för Commodore, motsvarar flottiljamiral.
Örlogsvimpel, förs av fartyg under befäl av officer som inte har rätt att föra högre befälstecken.

## Sverige
För befälsperson med högre tjänsteställning (äldste chef eller lägst kommendör/överste) förs dessutom befälsljus från solens nedgång till dess uppgång på fartyg som är förtöjt eller till ankars.

### Flagga
Amiralsflagga utgör befälstecken för flaggman. Den har samma utseende som en örlogsflagga med stjärnor i övre inre fältet, vilka anger tjänstegraden.
- Fyra stjärnor: Amiral/General
- Tre stjärnor: Viceamiral/Generallöjtnant
- Två stjärnor: Konteramiral/Generalmajor
- En stjärna: Flottiljamiral/Brigadgeneral

### Örlogsstandert
Tvåtungad flaggduk i gult och blått som har proportionerna 10:16 mellan höjd och längd.
- Kommendör/Överste

### Örlogsvimpel
Trekantig flaggduk i gult och blått där längden är avsevärt större än basen.
- Kommendörkapten/Överstelöjtnant
- Örlogskapten/Major

Örlogsvimpel fördes ursprungligen av alla fartyg under officers befäl, vilken inte hade rätt till högre befälstecken.

### Örlogsgaljadet
Trekantig flaggduk i gult och blått som har proportionerna 1:2 mellan höjd och längd.
- Kapten
- Löjtnant
- Fänrik

Örlogsgaljadet fördes ursprungligen av fartyg under underofficers befäl.

Amiralsflagga
Viceamiralsflagga
Konteramiralsflagga
Flottiljamiralsflagga
Örlogsstandert
Örlogsvimpel
Örlogsgaljadet

## Ukraina

Ukrainas president
Försvarsministern
Marinchefen
Marinkommandochef
Sjöstyrkechef
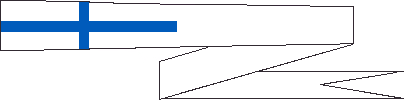
Örlogsvimpel

## USA

Presidenten
Vicepresidenten
Utrikesministern
Biträdande utrikesministern
Ambassadör

Försvarsledningen

Försvarsministern
Biträdande försvarsministern
Försvarschefen
Statssekreterare i försvarsdepartementet
Vice försvarschefen

Marinen

Marinministern
Biträdande marinministern
Chefen för USA:s flotta
Marinkårskommendanten
Vicechefen för USA:s flotta
Amiral (linjebefäl)
Amiral (stabskår)
General (marinkåren)
Viceamiral (linjebefäl)
Viceamiral (stabskår)
Generallöjtnant (marinkåren)
Konteramiral (linjebefäl)
Konteramiral (stabskår)
Generalmajor (marinkåren)
Flottiljamiral (linjebefäl)
Flottiljamiral (stabskår)
Brigadgeneral (marinkåren)
Örlogsvimpel

Kustbevakningen

Inrikessäkerhetsministern
Kustbevakningschefen
Biträdande kustbevakningschefen
Amiral vid kustbevakningen
Viceamiral vid kustbevakningen
Konteramiral vid kustbevakningen
Flottiljamiral vid kustbevakningen

National Oceanic and Atmospheric Administration

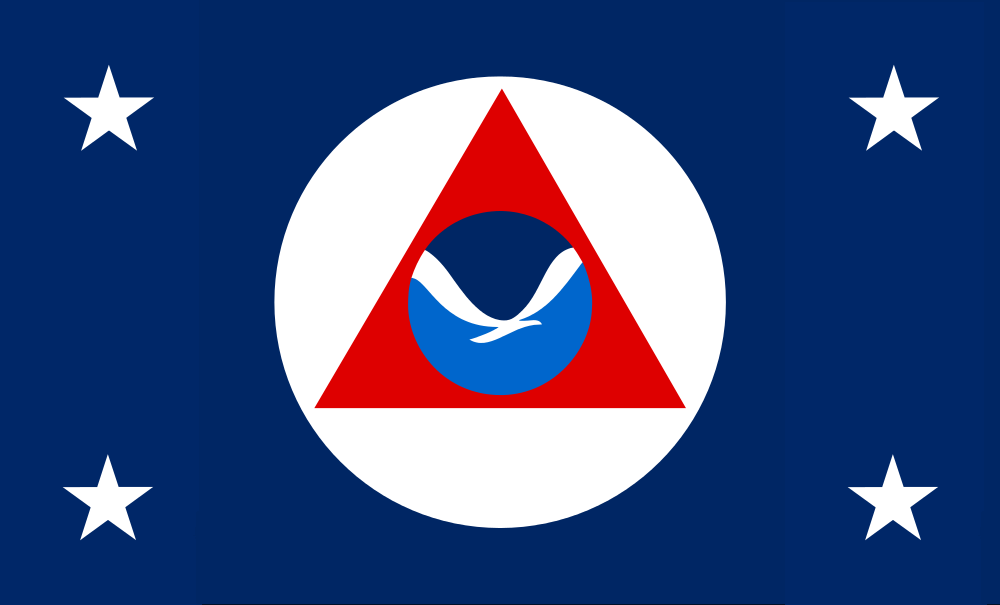
Chefen för NOAA
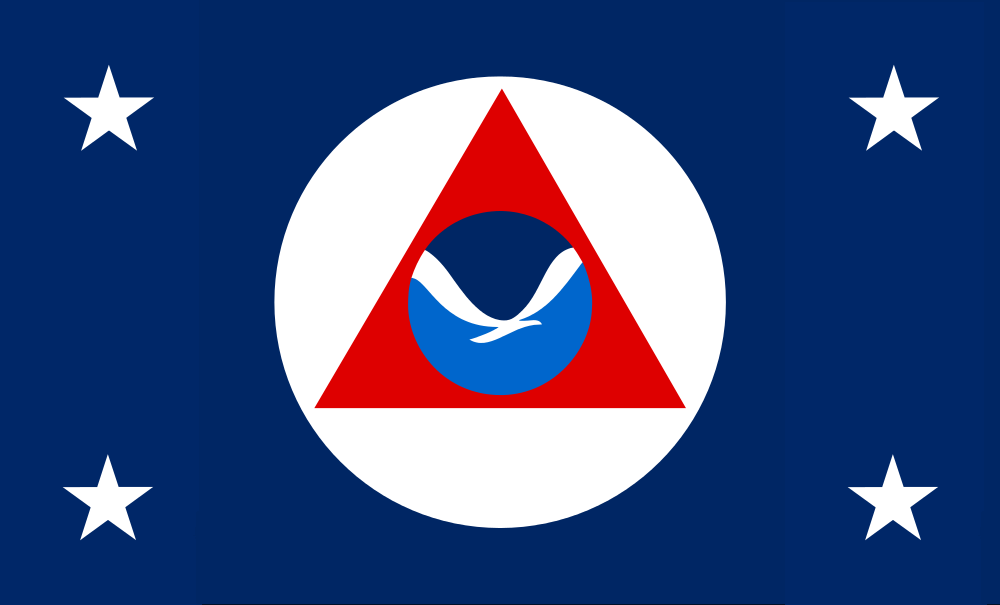
Biträdande chefen
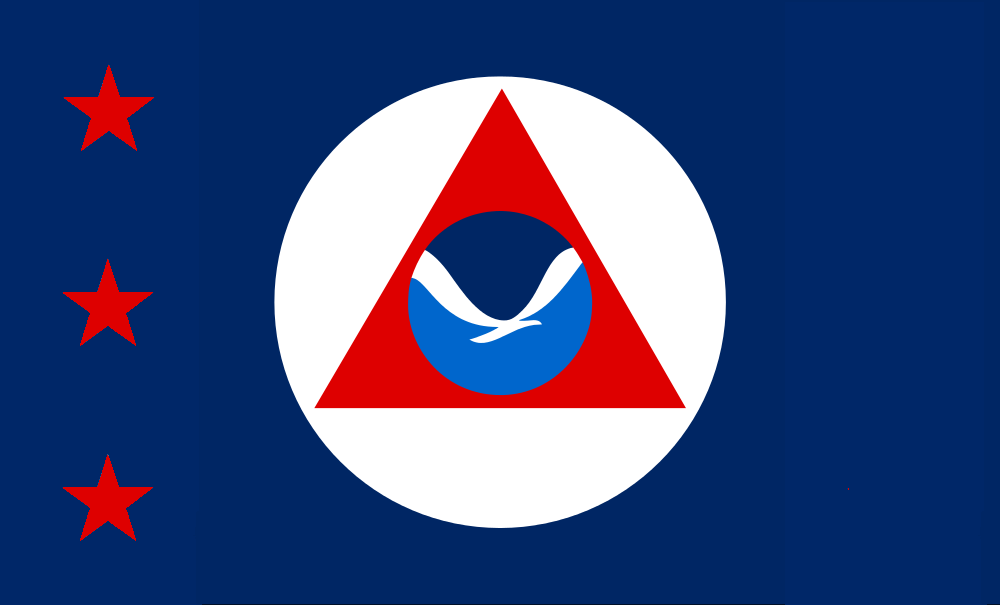
Vicechefer
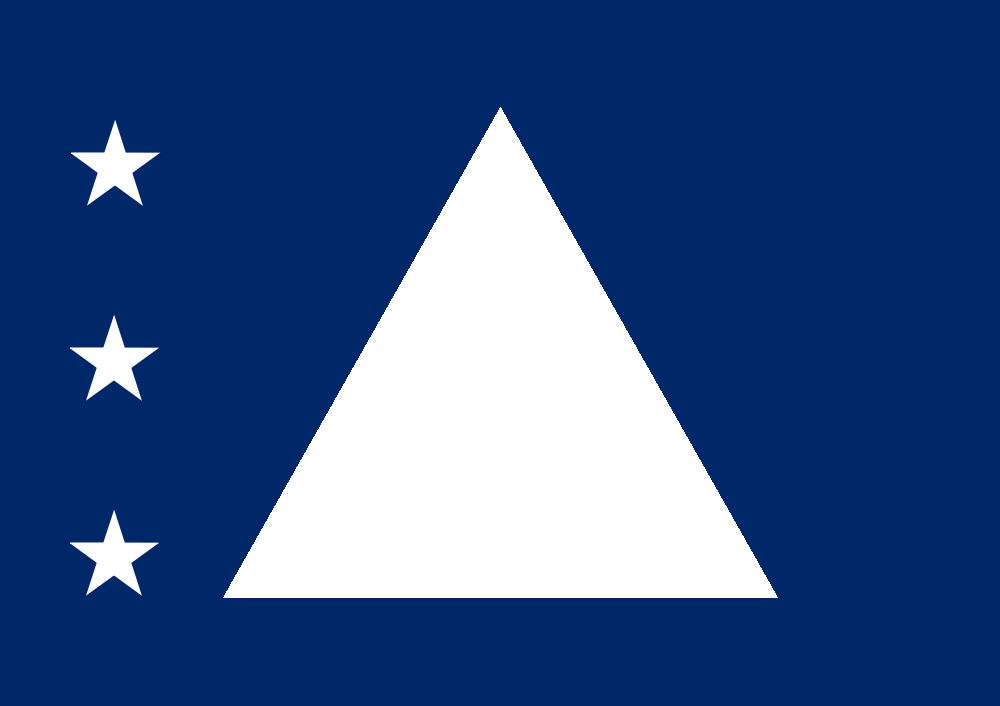
Viceamiral
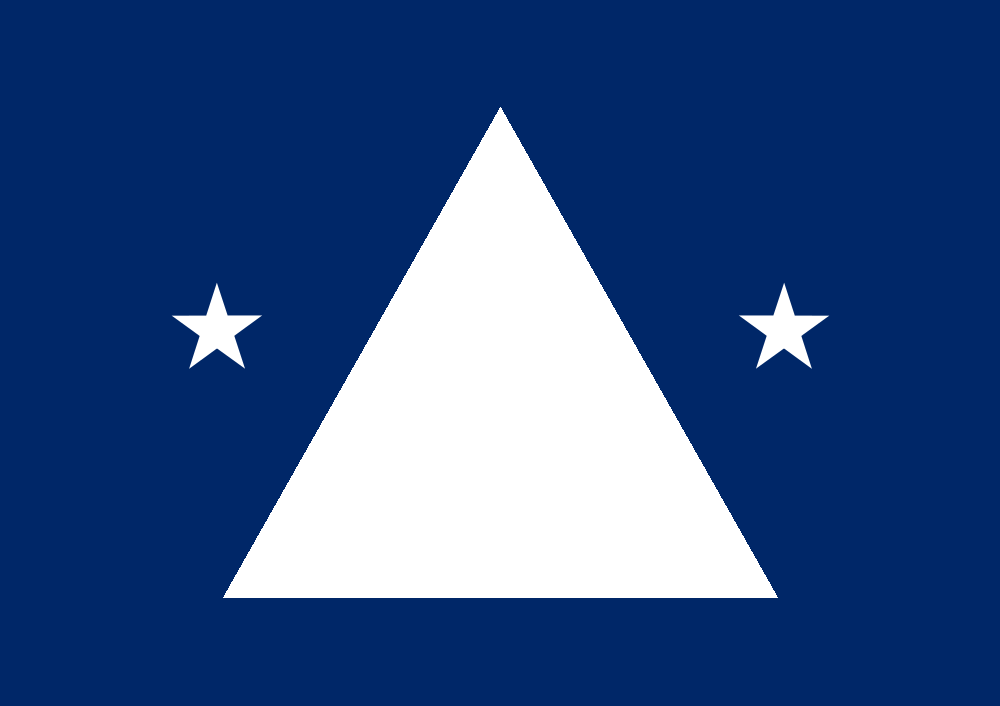
Konteramiral
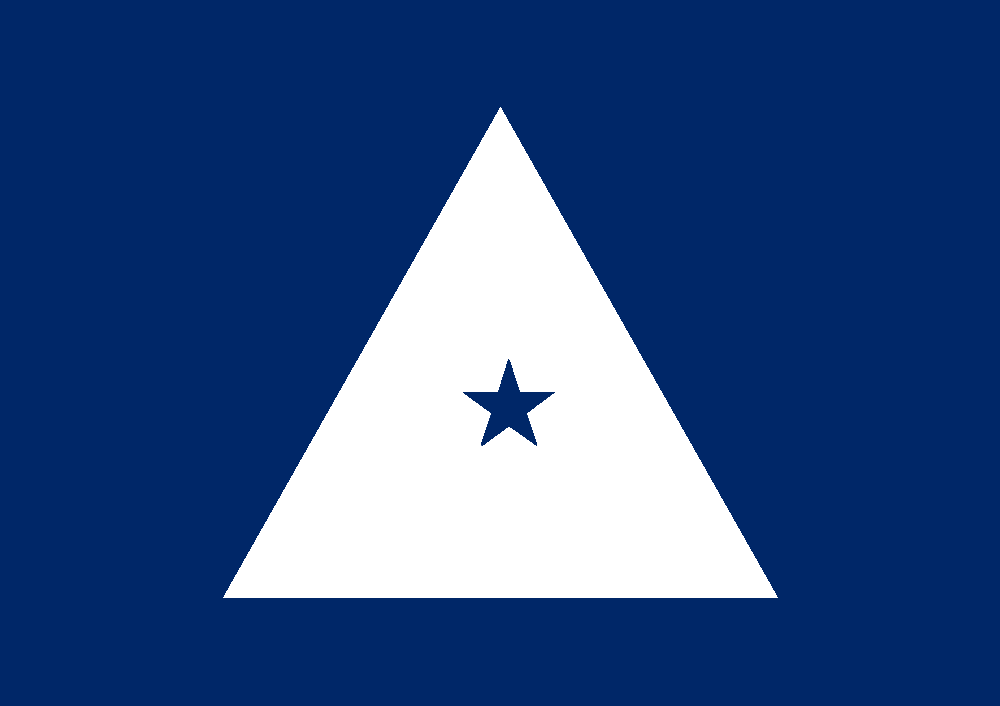
Flottiljamiral

## Särskilda tecken
Särskilda tecken används för att visa att högre befattningshavare, som inte är taktiska eller operativa chefer, befinner sig ombord.

### Sverige
Särskilda tecken finns för bland andra Konungen, Riksföreståndare eller annan medlem av det Kungliga huset, chefen för försvarsdepartementet, förbandschef (olika tecken för avdelnings-, flottilj- och divisionschef) och äldste chef. Med undantag för Konungens tecken förs särskilda tecken under rå om styrbord.

#### Kungliga tecken
Konungens tecken, som består av kunglig flagga med stora riksvapnet och kunglig vimpel över, förs på samma sätt som om det vore ett befälstecken.

Konungen
Konungen
Riksföreståndare eller annan medlem av kungahuset

#### Förbandschefstecken

Avdelningschef
Flottiljchef
Divisionschef
Äldste chef

### Nätkällor
1. ↑  ОПИСАНИЕ И РИСУНКИ ВОЕННО-МОРСКИХ ФЛАГОВ И ВЫМПЕЛОВ РОССИЙСКОЙ ФЕДЕРАЦИИ 2014-10-30.
2. ↑  http://www.1uptravel.com/flag/flags/gb%5Enrank.html Arkiverad 6 oktober 2008 hämtat från the Wayback Machine. 2009-11-15